# Federação de Voleibol de Myanmar
A Federação de Voleibol de Myanmar  (em inglêsːMyanmar Volleyball Federation, em mongolːМонголын волейболын холбоо, MVF) é  uma organização fundada em 1961 que governa a pratica de voleibol no Myanmar, sendo membro da Federação Internacional de Voleibol e da Confederação Asiática de Voleibol, a entidade é responsável por  organizar  os campeonatos nacionais de  voleibol masculino e feminino no país.